# Cela (Alcobaça)
Pour les articles homonymes, voir Cela.
Cela est une freguesia portugaise située dans le District de Leiria.
Avec une superficie de 26,23 km2 et une population de 3 426 habitants (2001), la paroisse possède une densité de 130,6 hab/km2.